# Aminobacterium thunnarium
Aminobacterium thunnarium é uma bactéria Gram-negativa, anaeróbica, mesofílica e não formadora de esporos do gênero Aminobacterium que foi isolada de lodo.